# Eudiscoderma thongareeae
Eudiscoderma thongareeae é uma espécie de morcego da família Megadermatidae. É a única espécie descrita para o gênero Eudiscoderma. Endêmica da Tailândia, onde pode ser encontrada apenas na floresta de Bala, na província de Narathiwat.